# Nationes

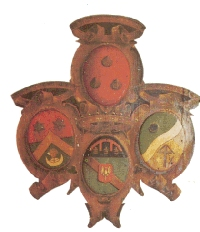
Lo scudo delle nationes all'Università di Bologna

Nella tradizione del sistema universitario sviluppatosi nel Medioevo occidentale latino, le nationes  (dal latino nātĭo, -onis, nascita, stirpe, popolo) erano gruppi studenteschi che andarono strutturandosi nelle città universitarie europee, su basi etnico-linguistiche, in quanto comunità e aggregazioni di persone che frequentavano una determinata università provenendo da una medesima o omogenea entità linguistico-geografica-statuale.
L'affermarsi dell'impianto delle nationes accompagnò la fioritura e lo sviluppo dell'università medievale nella quale esse fiorirono in risposta a esigenze di solidarietà tra studenti "fuori sede".
L'uso del termine nationes non deve far confondere il significato soggiacente alla comune appartenenza a confraternite, con il concetto di nazione così come sviluppatosi nel mondo occidentale in epoca moderna e come lo si intende in età contemporanea: con esso, infatti, non v'è una completa coincidenza, visto che, ad esempio, studenti di Bologna, come Niccolò Copernico, nativi della Prussia o della Slesia, erano automaticamente considerati come appartenenti alla Natio Germanorum.

## Storia

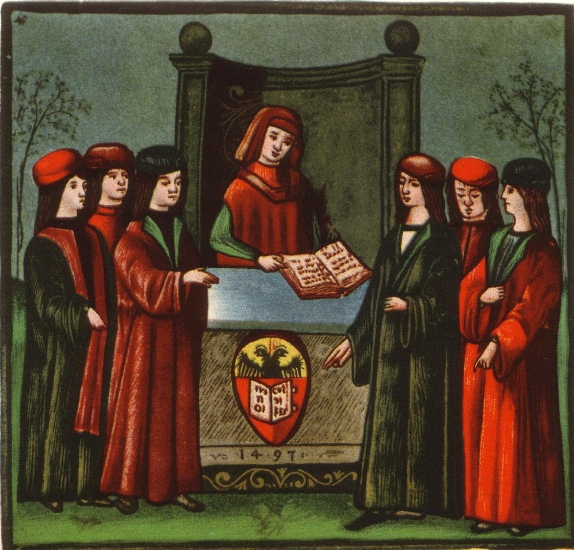
Ingresso di alcuni studenti nella Natio Germanica Bononiae, il collegio di studenti tedeschi a Bologna (miniatura del 1497).

Corporazioni studentesche si andarono costituendo e strutturando nella maggior parte delle città universitarie medioevali: il termine natio, nel latino medievale, si affermò in via definitiva nel corso del Duecento per indicare, in maniera unificata, le varie confraternite studentesche sorte nell'epoca di fioritura delle università europee.
La solidarietà studentesca interna alle comunità si accompagnava a una spiccatissima rivalità esterna tra le varie nationes, soprattutto tra le più vicine: tradizionali erano le contrapposizioni degli inglesi contro tedeschi e bretoni, dei francesi contro i borgognoni, tra lombardi e romani, ecc. Questa rivalità produsse e consolidò un pittoresco corpus di dicerie denigratorie e di coloriti pregiudizi reciproci. Come riporta lo studioso belga Léo Moulin:
( Léo Moulin, op. cit., Jaca Book,  p. 118.)

## Articolazione del fenomeno
Le configurazioni assunte dalle diverse nationes costituitesi in loco erano molto articolate, in funzione della composizione della popolazione studentesca e forestiera nelle differenti città che erano sede di università.

### Italia

#### Bologna
L'Università di Bologna aveva due nationes, i citramontani (quelli che provenivano dal di qua delle Alpi, ovvero dalle regioni dell'Italia) e gli ultramontani, provenienti da oltralpe (ad esempio, gli studenti da territori di Germania e Francia). Allo stesso modo, ognuna delle nationes era suddivisa in sub-nazioni, rispettivamente 17 per gli intramontani e 14 per gli ultramontani. 

##### Collegio di San Clemente di Spagna a Bologna

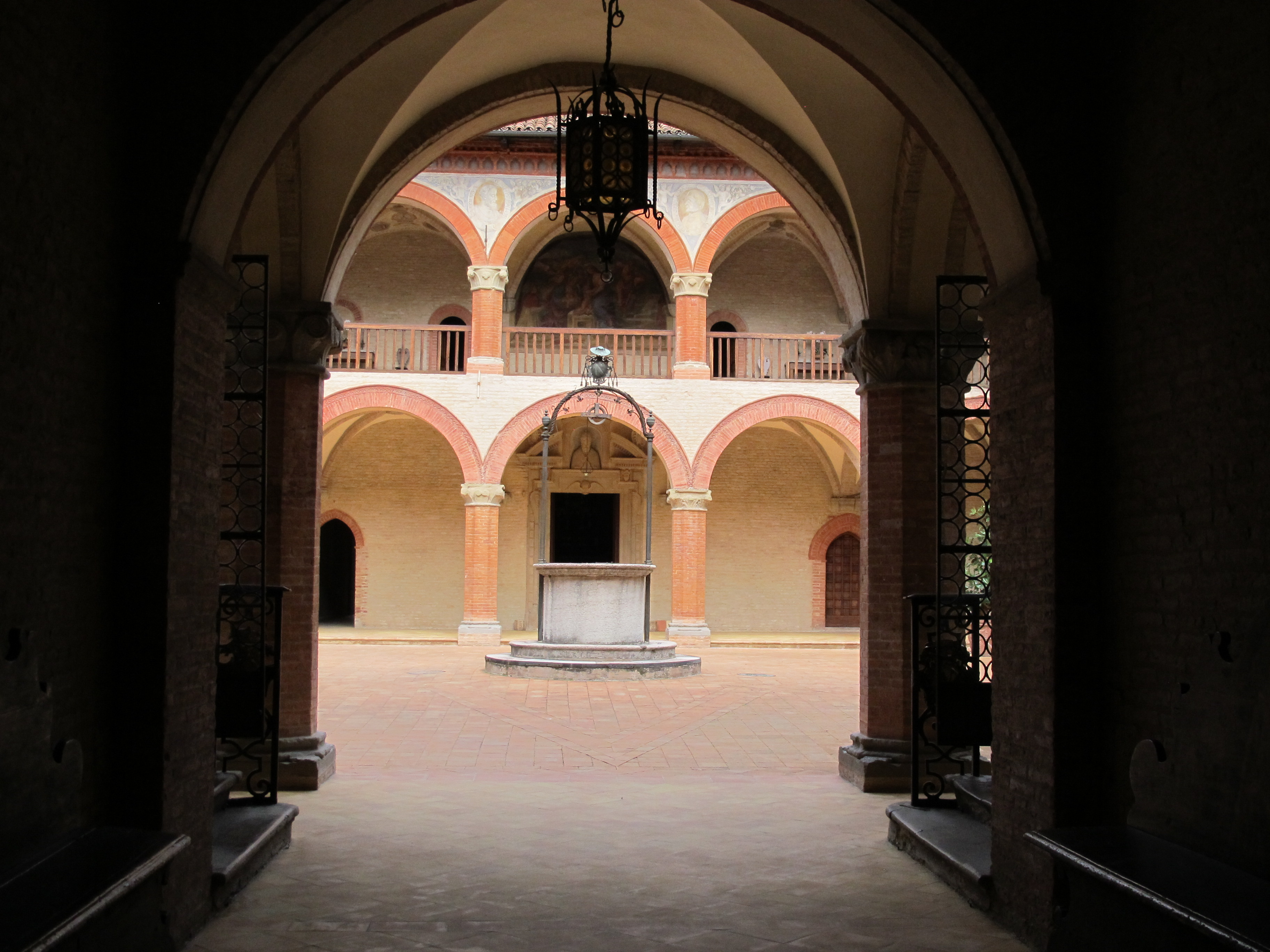
Cortile e arcate interne del Collegio di Spagna, il cui impianto, opera di Matteo di Giovannello, risale a circa il 1367)

Tra il 1365 e il 1367, per volere del cardinale Egidio Albornoz (1310-1367) e su disegno di Matteo di Giovannello (detto il Gattapone), fu realizzato (grazie al lascito testamentario del cardinale Albornoz del 29 settembre 1364) il Collegio di Spagna, nato per accogliervi studenti della Natio Hispanica, poi assurto, insieme ad altre realizzazioni coeve, a modello per gli analoghi collegi di epoca posteriore.
Fra gli studenti di rilievo che il collegio ha ospitato vi sono Antonio de Nebrija, Ignazio di Loyola, Pietro d'Arbués e Miguel de Cervantes.
Nel 1530 vi fu ospitato Carlo V d'Asburgo per quattro mesi, in occasione della sua incoronazione a imperatore (avvenuta nella basilica di San Petronio).

##### Universitas scholarium citramontanorum
Gli studenti italiani non bolognesi (i citramontani) erano raccolti nella Universitas scholarium citramontanorum: un quadro della composizione etnica dei citramontani può ricavarsi da una lettera indirizzata da papa Onorio III, il 26 giugno 1217, agli studenti che ricadevano sotto la sua diretta giurisdizione, per tutelarne la libertà associativa e l'autonomia giurisdizionale: romani, campani, toscani(un'altra missiva, di analogo tenore e sugli stessi temi, era stata da lui inviata al Podestà di Bologna in quello stesso anno).
Oltre a queste tre componenti, citate come destinatarie della lettera, va tenuta in considerazione quella dei Lombardi.

##### Universitas scholarium ultramontanorum
L'Universitas scholarium ultramontanorum, che comprendeva stranieri oltremontani era più articolata: al suo interno, la componente che ha lasciato maggiori tracce è stata la natio germanica (Natio Germanorum: Natio dei Germani), per la preponderante consistenza numerica dei suoi sodali e per lo spessore della sua struttura organizzativa. 
Si trattava di un'organizzazione universitaria privilegiata che annoverava studenti germanofoni di molte regioni d'Europa. Uno dei suoi membri più famosi fu Niccolò Copernico il quale, spostatosi in Italia nel 1496 per studiarvi diritto, entrò a far parte della Natio Germanorum. Infatti, il 7 gennaio 1497 si trova menzionato in un'annotazione degli Annales Clarissimae Nationis Germanorum circa il conferimento di una quota di nove grossi: Dominus Nicolaus Kopperlingk de Thorn grossetos novem (Signor Niccolò Copernico di Toruń - nove grossi). L'appartenenza alla Natio Germanorum non implicava in alcun modo che Copernico considerasse o definisse sé stesso "germanico": era la stessa natura "privilegiata" e l'importanza dell'organizzazione a fornirgli buone ragioni per accettarne l'iscrizione.
Altre corporazioni notevoli, con consistenze numeriche variabili, erano quelle dei Francesi, dei Provenzali, degli Inglesi, e degli Ispanici.

#### Perugia
Gli statuti universitari del 1457 menzionano l'esistenza di sette nationes nell'Università di Perugia: quattro sono quelle al di qua delle Alpi, o citramontane: Romana, Regno di Sicilia, Marche, Tuscia; tre sono le nationes al di là delle Alpi, o ultramontane: Germania, Francia, Catalogna

### Francia
La facoltà delle arti dell'Université de Paris era suddivisa in quattro nationes:
- La Nation de France de l'Université de Paris raggruppava studenti dell'Île-de-France, della Bretagna, di Lione, di Reims e della Francia del Sud, o anche studenti provenienti da altri luoghi come, ad esempio, Ginevra o la stessa Italia (Aosta).
- La nation normande raggruppava gli studenti della Normandia.
- La nation picarde riuniva quelli provenienti dalla Piccardia e dalle regioni nordiche corrispondenti alle Fiandre, al Belgio o ai Paesi Bassi attuali.
- La nation anglaise comprendeva gli studenti provenienti dalle Isole britanniche ma anche dalla maggior parte della moderna Germania.

Ogni nazione era rappresentata da un procuratore eletto fra i professori principali, detti régents. La facoltà delle arti era diretta da un rettore e dai quattro procuratori delle nationes. Molto presto però, il rettore divenne la più alta autorità dell'università.
A Parigi vi era anche il Collège des Quatre-Nations che raggruppava gli studenti originari dell'Artois, dell'Alsazia, del Rossiglione e della Cerdagna.
L'Università di Orléans contava fino a dieci nations, che furono ridotte a quattro nel 1538 per ordine del Parlamento di Parigi: Francia, Germania, Normandia, Piccardia.

### Inghilterra e Germania
L'Università di Oxford, nella quale studiavano soltanto allievi provenienti dalle Isole britanniche, aveva solo due nazioni: i Boreales («nordici»), che comprendevano gli scozzesi, e gli Australes («meridionali»), comprendenti i gallesi e gli irlandesi. Queste distinzioni scomparvero nel 1274.
L'Università di Lipsia era suddivisa anch'essa in quattro nationes: la natio sassone, la natio di Misnie, la natio polacca, la natio bavarese.

### Svezia
Il sistema delle nation ([natʃọːn], plurale svedese nationer) venne introdotto nell'Impero svedese nel XVII secolo, su modello delle nationes delle università medievali, ed è tuttora attivo nelle università dell'epoca, Uppsala e Lund. Un simile sistema di nation era presente all'Università di Tartu in Estonia e presso l'Accademia reale di Turku in Finlandia, che all'epoca erano parte dell'Impero svedese. Le nation sono tuttora attive presso l'Università di Helsinki, che nacque come nuova sede dell'Accademia reale di Turku, quando questa venne ivi trasferita durante l'occupazione russa a seguito del grande incendio di Turku del 1827.
Ogni nation rappresenta una o più province della Svezia ed è posta sotto la supervisione di un professore (inspektor). Le nation svedesi non sono semplici confraternite, ma sono entità giuridiche con un'amministrazione professionale che forniscono vari servizi agli studenti (appartamenti in affitto, biblioteche, ristoranti e pub), oltre ad organizzare eventi formali e attività culturali.

#### Uppsala

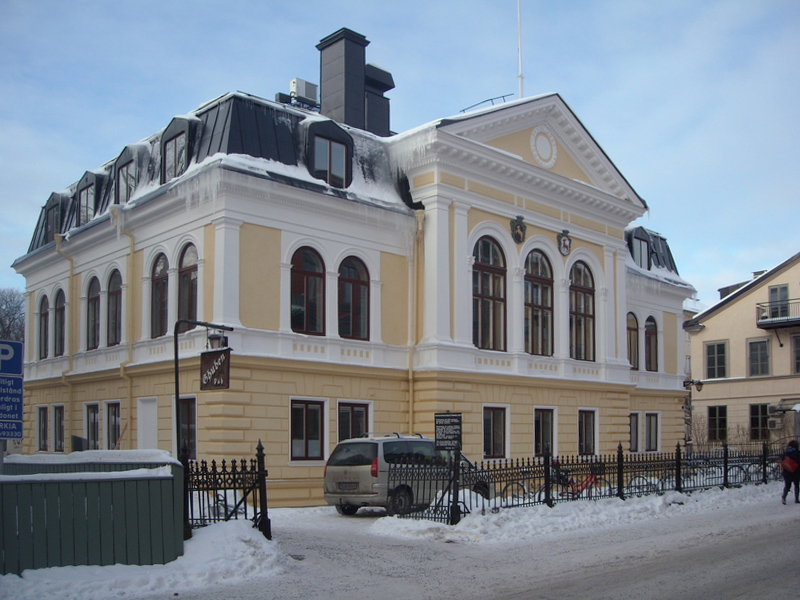
Sede di Gästrike-Hälsinge nation

Le prime nation dell'Università di Uppsala sono nate nella prima metà del XVII secolo, e il sistema delle nation è stato formalizzato nel 1663 dal concistoro, organo di governo dell'ateneo, che pose ogni nation sotto la supervisione di un professore, che riveste il ruolo di inspektor. Le nation sono profondamente radicate nella cultura accademica di Uppsala, e fino al 2010 tutti gli studenti iscritti all'Università erano obbligati ad essere membri di una nation.
Ogni nation ha un edificio principale (nationhus) situato nel centro di Uppsala, e la maggior parte delle nation hanno edifici secondari. Le nation offrono diversi servizi agli studenti, tra i quali alloggio, biblioteca, caffetteria, pub, e organizzano eventi tradizionali come gasque e vårbal. Le singole nation hanno inoltre proprie attività culturali specifiche, che includono cori, gruppi teatrali, bande musicali, circoli e club.
Attualmente Uppsala conta 13 nation, alcune delle quali risultano dalla fusione di precedenti nation più piccole, continuata fino agli inizi del XIX secolo:
| - Stockholms nation - Uplands nation - Gästrike-Hälsinge nation - Östgöta nation - Västgöta nation | - Södermanlands-Nerikes nation - Västmanlands-Dala nation - Smålands nation - Göteborgs nation - Kalmar nation | - Värmlands nation - Norrlands nation - Gotlands nation |

Mentre in passato le nation raccoglievano gli studenti provenienti dalle omonime regioni, tale restrizione è venuta meno ed è tuttora applicata solo da Södermanlands-Nerikes nation (fatta eccezione per gli studenti internazionali). Negli anni 1960 venne istituita una nation pro forma, Skånelandens nation, esistente solo dal punto di vista formale ma priva di servizi e attività, la cui affiliazione offriva agli studenti la possibilità di espletare l'obbligo di iscrizione senza di fatto essere membri di una vera e propria nation. Skånelandens nation venne dissolta nel 2010 con il venir meno dell'obbligo.